# Żambył Tułajew
Żambył Jeszejewicz Tułajew (język buriacki: Жамбыл Ешеевич Тулаев; ur. 2 maja?/15 maja 1905 w ułusie Tagarchaj w Buriacji, zm. 17 stycznia 1961 w Buriacji) – radziecki snajper, Bohater Związku Radzieckiego (1943).

## Życiorys
Urodził się w buriackiej rodzinie chłopskiej. Skończył 4 klasy szkoły, mieszkał w Irkucku, od 1942 służył w Armii Czerwonej, od marca 1942 walczył na froncie wojny z Niemcami. Jako snajper 580 pułku 188 Dywizji Piechoty 27 Armii Frontu Północno-Zachodniego w stopniu lejtnanta od maja do listopada 1942 zastrzelił 262 niemieckich żołnierzy. Od 1942 należał do WKP(b), w 1946 został przeniesiony do rezerwy, pracował jako przewodniczący kołchozu i sekretarz rady wiejskiej.

## Odznaczenia
- Złota Gwiazda Bohatera Związku Radzieckiego (14 lutego 1943)
- Order Lenina (14 lutego 1943)
- Order Czerwonego Sztandaru

I medale.